# Traités internationaux de la guerre froide
Le nombre élevé de traités internationaux signés durant la guerre froide résulte d'une part de l'organisation du monde en deux blocs, de l'Est et de l'Ouest et d'autre part du fait que la compétition entre ces deux blocs qui veulent éviter la guerre totale n'est pas incompatible avec la recherche d'accords dès lors qu'ils ne remettent pas en cause l'équilibre général de puissance entre les États-Unis, l'Union soviétique et leurs alliés respectifs.
Dès l'entame de la guerre froide en 1947, les deux camps (occidental, autour des États-Unis et oriental, autour de l'URSS) s'organisent en alliances. Sous forme d'organisations multinationales ou de traités définissant des champs de coopération, ces alliances ont pour but de fédérer chaque camp, en promouvant la coopération militaire, politique ou économique.
Les États-Unis plus particulièrement signent des traités dans toutes les régions du monde au titre de leur politique étrangère d'endiguement du communisme et pour favoriser le développement de leur économie. Durant la présidence d'Eisenhower, entre 1952 et 1959, les États-Unis concluent des alliances politico-militaires avec 42 États et signent des traités avec une centaine d'États, conduisant les médias à parler de « pactomanie »,.
Les traités signés entre États du bloc de l'Est sont devenus caducs avec l'effondrement du bloc soviétique. Toutefois, la Russie qui succède en décembre 1991 à l'Union soviétique en droit international, hérite des traités signés par cette dernière avec les autres États.

## Traités de coopération politique et économique

### Monde
À la fin de la Seconde Guerre mondiale, les États-Unis dominent le monde économiquement et financièrement et pèsent ainsi de tout leur poids dans la signature en 1944 des accords de Bretton Woods par la plupart des États qui deviendront membres de l'Organisation des Nations unies. Ces accords organisent l'ordre économique et financier de l'après-guerre et créent le Fonds monétaire international et la Banque internationale pour la reconstruction et le développement.

### Europe

#### Europe de l'Ouest
Lorsque le monde s'installe dans la guerre froide, les États-Unis craignent l'effondrement économique et social des pays de l'Europe. Ils mettent en place un plan d'aide économique, le plan Marshall, et demandent aux européens de créer une organisation multinationale pour gérer la répartition de l'aide américaine. Ainsi naît en avril 1948 l'Organisation européenne de coopération économique (OECE) à laquelle dix-huit pays d'Europe adhèrent. Ayant perdu son objet initial, elle est refondée en 1961 sous le nom d'Organisation de coopération et de développement économiques (OCDE) en 1961, dont les États-Unis et le Canada deviennent membres. L'URSS, comme ses États satellites d'Europe de l'Est refusent le plan Marshall et ne sont membres ni de l'OECE, ni de l'OCDE.
L'Europe sort ruinée et divisée de la Seconde Guerre mondiale. L'idée de l'unité européenne se répand rapidement dans les pays d'Europe de l'Ouest, conscients que l'aide américaine ne sera pas suffisante pour reconstruire le Vieux continent. Sur le plan politique, dix États européens fondent le Conseil de l'Europe, première assemblée parlementaire de l'histoire, dont les statuts sont adoptés en 1949. En matière économique, l'union douanière néerlando-belgo-luxembourgeoise, connue sous le nom de Benelux, est mise en place en 1948. Une étape décisive est franchie en 1951 avec la signature du traité instituant la communauté européenne du charbon et de l'acier (CECA), acte de naissance de l'Europe communautaire à six, Allemagne de l'Ouest, France, Italie et les trois États du Benelux, dont le Traité instituant la Communauté économique européenne (CEE) et le Traité instituant la Communauté européenne de l'énergie atomique (CEEA ou Euratom), aussi appelés traités de Rome, achèvent en 1957 de construire le socle. Ces trois traités, dont le Royaume-Uni est le grand absent, visent à arrimer l'Allemagne de l'Ouest au camp occidental, alors que les craintes héritées de la guerre sont encore très présentes.
En 1963, de Gaulle et Adenauer signent le traité dit de l'Élysée sur la coopération franco-allemande qui parachève la réconciliation entre les deux pays. De Gaulle en attend qu'elle soit une étape vers la formation d'une Europe indépendante et la sortie de la logique de confrontation des deux blocs de l'Est et de l'Ouest ; mais cette attente est rapidement déçue car le Bundestag vote un préambule à la loi portant ratification du traité de l'Élysée dont le contenu très atlantisme le vide pour partie de sa substance.

#### Europe de l'Est

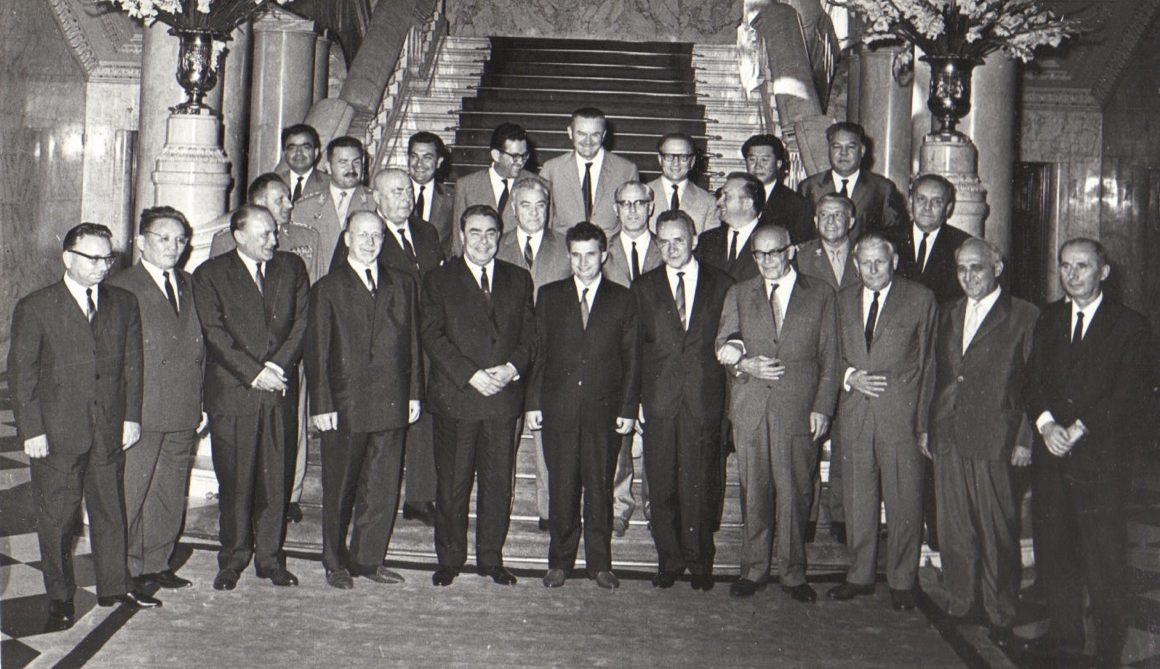
Les dirigeants au sommet du Comecon de 1966.

En réponse aux initiatives occidentales, les Soviétiques créent en 1949 le Conseil d'assistance économique mutuelle, souvent désigné par son acronyme anglais Comecon, dont sont membres fondateurs six pays d'Europe de l'Est. En matière politique, Moscou souhaite pouvoir contrôler étroitement les principaux partis communistes d'Europe de l'Est et de l'Ouest. Aussi Staline crée-t-il en 1947 le Kominform, « bureau d'information des partis communistes » dont sont membres les partis communistes français et italiens ainsi que ceux des États satellites de l'URSS,,,.
Comme les Occidentaux, les Soviétiques s'attachent à donner des bases juridiques internationales à leurs relations avec tous les autres États socialistes et aux relations entre ces États. En Europe, l'URSS signe des traités avec tous les États satellites d'Europe de l'Est. Avec la Tchécoslovaquie, Moscou signe un premier Traité d'amitié, d'assistance mutuelle et de coopération après-guerre dès 1943 avec Edvard Beneš, leader du gouvernement provisoire tchécoslovaque en exil. Ce traité est prolongé pour une durée de vingt ans par un protocole signé en 1963. Le Printemps de Prague et l'invasion de la Tchécoslovaquie en août 1968 par les forces de cinq pays du Pacte de Varsovie bouleversent la relation entre les deux pays. Aussi Brejnev impose-t-il aux Tchécoslovaques un nouveau Traité d'amitié soviéto-tchécoslovaque signé en mai 1970 dont le préambule qui affirme notamment que « la consolidation et la défense des acquis socialistes, obtenus au prix des efforts héroïques et du travail désintéressé de chaque peuple, sont le devoir international commun des pays socialistes », reprend le principe de base de la doctrine Brejnev selon laquelle l'intérêt général des pays socialistes l'emporte sur le droit de chaque pays à choisir sa voie,.

### Asie
L'URSS reconnaît la Chine populaire le 3 octobre 1949, puis les deux États concluent en février 1950 un traité d'amitié, d'alliance et d'assistance mutuelle et plusieurs accords par lesquels les Soviétiques restituent certains territoires à la Chine et lui apportent une aide économique importante. Conclu pour trente ans, ce traité parfois connu sous le nom de pacte sino-soviétique, n'est pas renouvelé à son échéance, du fait de la dégradation des relations entre les deux grandes nations communistes,.

### Autres régions du monde
Dans les Amériques, que les Américains appellent couramment l'hémisphère occidental pour mieux en souligner l'unité, un an après la signature du Traité interaméricain d'assistance réciproque, lors de la 9e conférence panaméricaine qui se tient à Bogota en 1948, vingt-et-une nations signent la charte de l'Organisation des États américains. Les États-Unis et treize de ses États membres votent en 1962 l'exclusion de Cuba qui bascule dans le camp communiste avec la prise du pouvoir par Fidel Castro et s'allie avec l'URSS.

## Traités de sécurité et de défense
Durant la guerre froide, la constitution des deux blocs de l'Ouest et de l'Est s'accompagne de la conclusion d'un grand nombre de traités bilatéraux ou multilatéraux qui apportent à leurs signataires des garanties mutuelles de sécurité et de défense. À l'Ouest, sous l'impulsion des États-Unis, la création de nombreuses alliances aura pour but d'appuyer la politique américaine de containment, face à la pénétration communiste dans le monde, à la suite des victoires soviétiques de la Seconde Guerre mondiale. Le plus souvent, ces alliances politico-militaires font référence à l'Article 51 du chapitre VII de la Charte des Nations unies qui stipule : « Aucune disposition de la présente Charte ne porte atteinte au droit naturel de légitime défense, individuelle ou collective, dans le cas où un Membre des Nations Unies est l'objet d'une agression armée (...) ». Par exemple, l'article 5 du Traité de l'Atlantique nord fait référence à « l'exercice du droit de légitime défense, individuelle ou collective, reconnu par l'article 51 de la Charte des Nations Unies ». Autre exemple, le court texte du Pacte de Manille (OTASE) se réfère quatre fois à la Charte,.

### Europe
En Europe, les pays d'Europe de l'Ouest sont au sortir de la Seconde Guerre mondiale très préoccupés par leur sécurité. La France est plus particulièrement inquiète d'une possible résurgence de l'Allemagne, mais tous constatent la faiblesse de leurs moyens de défense face à l'Armée rouge qui demeure présente en force en Europe de l'Est où il devient évident entre 1945 et 1948 que Staline y assoit de façon définitive sa domination. C'est dans ce contexte d'une double crainte vis-à-vis de l'Allemagne et de l'Union soviétique que se nouent les premières alliances, avec la signature du Traité de Dunkerque en 1947 entre la France et le Royaume-Uni, puis celle du Traité de Bruxelles en 1948 qui élargit le précédent au Benelux. Dans le même temps, les pays d'Europe de l'Ouest estiment que seuls les États-Unis peuvent répondre de façon crédible à leurs besoins de sécurité. Les négociations entamées en 1948 aboutissent en 1949 à la signature du traité de l'Atlantique nord par les États-Unis, le Canada et dix États européens, dans le cadre duquel la guerre de Corée, qui éclate en juin 1950, précipite la mise en place d'une organisation militaire intégrée, l'Otan.
Dans l'objectif de permettre le réarmement de la République fédérale d'Allemagne (RFA) et largement à l'initiative de la France, le traité instaurant la Communauté européenne de défense (CED) est signé le 27 mai 1952 par six États d'Europe occidentale. Signée la veille, la Convention sur les relations entre les Trois Puissances et la RFA, connue sous le nom d'Accords de Bonn, accorde, avec certaines restrictions, la souveraineté à la RFA lorsque le traité instituant la CED entrera en vigueur,.
Mais l'échec de sa ratification par le Parlement français en 1954 conduit à abandonner la CED. La conférence des Neuf Puissances réunit à Londres les alliés occidentaux qui s'entendent sur une solution de substitution. Elle est mise en œuvre par les Accords de Paris d'octobre 1954 qui ouvrent la voie à l'adhésion de la RFA au traité de l'Atlantique nord, devenue effective en mai 1955. Dans le cadre de ces accords, le traité de Bruxelles évolue et donne naissance à l'Union de l'Europe occidentale (UEO) en s'ouvrant à la RFA et l'Italie. Enfin les trois alliés occidentaux, France, États-Unis et Royaume-Uni, signent avec l'Allemagne de l'Ouest un Protocole sur la cessation du régime d'occupation dans la République fédérale d'Allemagne,,.
Les Soviétiques répliquent à l'entrée de la RFA dans l'Otan par le Traité d'amitié, de coopération et d'assistance mutuelle, connu sous le nom de Pacte de Varsovie, conclu en 1955 entre sept États d'Europe de l'Est et l'URSS. Moscou complète la même année ce pacte par le Traité concernant les relations entre l'URSS et la RDA qui autorise notamment les forces soviétiques qui se trouvent sur le territoire de la RDA à y rester.
Jusqu'à l'invasion de la Tchécoslovaquie en août 1968, aucune force soviétique n'y stationnait en permanence. Moscou légalise la présence de ses troupes par la signature en octobre 1968 du Traité sur le stationnement des forces armées soviétiques en Tchécoslovaquie, qui ne définit pas de limite de durée et ne contient pas de clause de révision à l'initiative des Tchécoslovaques,,.

### Asie
En Asie, les États-Unis tissent un réseau d'alliances, le plus souvent bilatérales, avec ses alliés pour endiguer l'expansion communiste, favorisée par le basculement de la Chine dans le communisme en 1949. Les principales alliances multinationales sont l'ANZUS conclue en 1951 par l'Australie, la Nouvelle-Zélande et les États-Unis, et l'Organisation du traité de l'Asie du Sud-Est (OTASE) conclue en 1954 entre les États-Unis, la France, le Royaume-Uni, l'Australie, la Nouvelle-Zélande, le Pakistan, les Philippines et la Thaïlande. En pleine guerre de Corée, les États-Unis signent des traités de défense bilatéraux avec le Japon et les Philippines en 1951, puis avec la Corée du Sud en 1953.
Un Traité de coopération mutuelle et de sécurité entre les États-Unis et Taïwan est ensuite signé en 1954. La reconnaissance de la République populaire de Chine par Washington en 1979 oblige les États-Unis à mettre fin à ce traité et à le remplacer par le Taiwan Relations Act qui n'offre pas les mêmes garanties de sécurité que le précédent,.
Remplaçant celui de 1951, un nouveau Traité de coopération mutuelle et de sécurité entre les États-Unis et le Japon est signé en 1960. Le texte précédent autorisait l'établissement de bases américaines dans l'archipel. Plus équilibré, le nouveau texte respecte davantage la souveraineté du Japon.
Du côté des États communistes, le volet de sécurité et de défense du pacte sino-soviétique de 1950 prévoit que « les parties s'engagent à prendre toutes mesures pour prévenir la répétition d'une agression de la part du
Japon ou de tout autre État qui se joindrait au Japon dans des actes d'agression et, dans ce cas, à venir militairement et immédiatement à l'aide de l'autre partie contractante ». Les États-Unis sont directement visés, dont la présence militaire au Japon est dénoncée par l'URSS et la Chine comme constituant une menace d'agression à leur encontre.

### Autres régions du monde
Les États du Moyen-Orient et de l'Océan indien ne font pas partie des blocs de l'Ouest et de l'Est, certains sont même les leaders du non-alignement. Toutefois les deux Grands mais aussi les puissances moyennes comme la France ou le Royaume-Uni tentent d'y étendre leur influence pour des raisons stratégiques ou économiques. Dans certains cas des alliances bilatérales fortes et pérennes sont conclues : c'est le cas de l'alliance entre les États-Unis et l'Arabie saoudite ou de celle entre les États-Unis et Israël, alors même que ces deux États moyen-orientaux n'entretiennent pas de relations diplomatiques et s'opposent dans le conflit israélo-arabe qui dure durant toutes les années de la guerre froide. Lors de leur rencontre en 1945 à bord du croiseur Quincy, le président Roosevelt garantit que les États-Unis assureront la sécurité du royaume en échange de quoi le roi ibn Saoud laisse le champ libre aux sociétés pétrolières américaines pour poursuivre l'exploration et l'exploitation du pétrole saoudien via la société Saudi Aramco. Un accord de partage des bénéfices à parts égales entre les sociétés américaines et le Royaume est conclu en 1950 et un traité de défense mutuelle est signé en 1951,.
De son côté, le Royaume-Uni, historiquement très présent au Moyen-Orient, conclut en 1955 le Pacte de Bagdad, alliance défensive avec l'Irak, l'Iran, le Pakistan, et la Turquie dans le but de contenir l'influence soviétique sur la région dont les ressources en pétrole sont devenues vitales pour les Occidentaux. Le Pacte est rebaptisé CENTO en 1958 lorsque l'Irak le quitte.
Le Pakistan est signataire dans les années 1950 de quatre traités de défense : membre de deux alliances multinationales, l'OTASE et le CENTO, Karachi est aussi signataire d'un accord de défense mutuelle en 1954 et d'un accord de coopération militaire en 1959 avec les États-Unis dans les deux cas,,.
Tous les États américains, sauf le Canada, signent en 1947 le Traité interaméricain d'assistance réciproque, ou traité de Rio, dont l'article 3 stipule que les « Hautes Parties Contractantes conviennent qu'une attaque armée provenant de quelque État contre un État Américain sera considérée comme une attaque contre tous les États Américains ».

## Traités de paix et traités diplomatiques entre l'Est et l'Ouest
Durant la guerre froide les deux blocs se font face avec une grande méfiance, ne cessent de renforcer leur potentiel militaire et sont en compétition permanente pour dominer les régions du monde qu'ils ne dominent pas directement, comme l'Asie du Sud-Est et le Moyen-Orient. Cependant, les relations diplomatiques demeurent toujours très actives et débouchent, surtout dans les périodes de détente comme c'est le cas entre 1953 et 1956 puis entre 1969 et 1975 sur des accords de nature politique ou de coopération et d'échanges économiques. Le coût faramineux de la guerre froide et les difficultés économiques conduisent les deux camps à trouver un terrain d'entente dès lors que leur posture globale ne s'en trouve pas affaiblie. Ces traités en effet ne modifient pas les équilibres mondiaux et n'entament jamais le périmètre de chacun des deux blocs. Ils permettent d'atténuer les tensions et d'accroître les échanges de toutes natures au bénéfice de chacune des parties.

### Europe
Entre 1947 et 1955, des traités de paix sont signés avec tous les pays vaincus de la Seconde Guerre mondiale, sauf l'Allemagne. Les Alliés signent en 1947 les traités de Paris de paix avec l'Italie, la Roumanie, la Hongrie, la Bulgarie et la Finlande. Le traité de paix avec l'Autriche est signé en 1955.
La question allemande et plus particulièrement le statut de Berlin sont au cœur de la guerre froide en Europe. Les alliés occidentaux refusent d'abandonner les accords de Potsdam de 1945 qui aboutissent à la création de deux États allemands en 1949 et par lesquels Berlin demeure partagé en quatre zones d'occupation jusqu'à la fin de la guerre froide. L’accord quadripartite sur Berlin signé en 1971 par les quatre anciens alliés met un terme aux désaccords relatifs au statut de Berlin, objet de deux crises majeures, le blocus de Berlin en 1948, puis la seconde crise de Berlin ouverte en 1958 par la remise en cause de ce statut par Khrouchtchev, qui conduit à l'édification du Mur de Berlin en août 1961.
Durant la période de détente en Europe, la RFA conduit une politique d'ouverture vers l'Est, dite « Ostpolitik », au nom de laquelle elle signe plusieurs traités et accords de nature politique et économique, parmi lesquels le Traité de Moscou et le Traité de Varsovie en 1970, et surtout le Traité fondamental de reconnaissance mutuelle entre la RFA et la RDA de 1972. S'ils ne sont pas l'équivalent des traités de paix signés par les Alliés avec les autres États belligérants de la Seconde Guerre mondiale, les parties à ces trois traités s'engagent, par référence aux articles I et II de la Charte des Nations unies, à régler « leurs différends exclusivement par des moyens pacifiques ».
Dès les années 1950, l'Union soviétique souhaite la tenue d'une conférence sur la sécurité en Europe, les Occidentaux finissent par donner leur accord de principe en 1966. Il faut attendre que la détente s'installe pour que s'ouvrent de véritables négociations en 1972. La phase finale de la première Conférence sur la sécurité et la coopération en Europe (CSCE) s'achève en 1975 à Helsinki avec la signature, par les chefs d'État et de gouvernement des trente-cinq pays participants, d'un Acte final qui entérine notamment l'inviolabilité des frontières existantes en Europe, et pose des principes de respect des droits de l'homme et des libertés fondamentales. En 1990, lors du second sommet de la CSCE, les participants donnent acte de la fin de la guerre froide et signent la Charte de Paris pour une nouvelle Europe,.
Dernier acte du processus de paix en Europe, quarante-cinq ans après la fin de la Seconde Guerre mondiale, le Traité portant règlement définitif concernant l'Allemagne, aussi appelé traité de Moscou ou traité 2+4, est signé en 1990 par les quatre anciens Alliés et les deux Allemagnes. Dans le contexte de la réunification en cours de l'Allemagne, il met fin aux accords de Potsdam et lui redonne sa pleine souveraineté.

### Asie
En 1951, le Traité de San Francisco traité multilatéral entre 48 pays établit les conditions de la paix avec le Japon. L'URSS participe à la conférence de San Francisco, mais refuse de signer le traité final. Toutefois, la déclaration commune soviéto-japonaise de 1956 instaure de facto un état de paix entre les deux pays.
Le Traité de paix et d'amitié entre le Japon et la république populaire de Chine est conclu en 1978. L'article 2 de ce traité stipule que « les parties contractantes déclarent qu'aucune d'entre elles ne doit rechercher l'hégémonie dans la région Asie-Pacifique ou dans toute autre région et qu'elles sont opposées à ce que tout autre pays ou groupe de pays cherche à établir son hégémonie ».

## Traités de contrôle et de limitation des armements
Les États-Unis et l'URSS, et dans un moindre mesure leurs principaux alliés, se livrent durant la guerre froide à une course aux armements coûteuse, alimentée par la crainte que l'un des deux camps puisse prendre le dessus et par les lobbies militaro-industriels qui profitent du contexte géopolitique. Les grandes et moyennes puissances vont à partir du milieu des années 1950 y mettre certaines limites en excluant ou plafonnant la fabrication ou le déploiement d'armes conventionnelles, biologiques ou nucléaires. Il s'agit pour ces puissances de maîtriser le coût de cette course aux armements, mais aussi d'empêcher la prolifération des armes nucléaires dont elles veulent garder le monopole et parfois de considérations de protection de zones géographiques. Plus de vingt traités de contrôle et de limitation des armements sont signés entre 1957 et 1991,,,.
Signé par douze États sous l'égide de l'ONU le 1er décembre 1959, le traité sur l'Antarctique est le premier accord international de limitation des armements durant la guerre froide. Il interdit toute utilisation de l'Antarctique à des fins militaires et organise son exploitation scientifique, ce qui en fait aussi un traité de protection de l'environnement. De même nature, le Traité sur l'utilisation de l'espace extra-atmosphérique est signé en 1967, et le Traité interdisant de placer des armes nucléaires et d'autres armes de destruction massive sur le fond des mers est signé en 1971,.
Deux traités créent des zones exemptes d'armes nucléaires : le traité de Tlatelolco, signé en 1967 qui concerne l'Amérique latine et les Caraïbes, et le traité de Rarotonga, signé en 1985 qui couvre le Pacifique Sud,.
Les premières négociations touchant les armes nucléaires et leurs essais s'ouvrent en 1958. Elles n'aboutissent qu'en 1963 avec la signature du Traité d'interdiction partielle des essais nucléaires, interdisant les essais nucléaires dans l'atmosphère. Ce long délai traduit le fait qu'entre 1958 et 1962 les relations américano-soviétiques sont de plus en plus mauvaises en raison notamment de la crise de Berlin et de la crise de Cuba. Leur amélioration à partir de 1963 qui annonce une période de détente débloque les négociations, les deux Grands étant désireux de montrer leur volonté de coopération,.
Plus ambitieux, le traité sur la non-prolifération des armes nucléaires signé en 1968 vise à restreindre la possession d'armes nucléaires aux cinq puissances qui la possèdent officiellement.
Tout au long de la guerre froide, les négociations relatives aux armements nucléaires subissent les aléas résultant des refroidissements et des réchauffements périodiques des relations entre les deux principales puissances nucléaires. Le traité Salt I de limitation des armes stratégiques est signé en 1972 et ratifié la même année, en pleine période de détente entre l'Est et l'Ouest. Le traité Salt II qui devait lui succéder est signé en 1979 alors que les relations américano-soviétiques recommencent à se détériorer et n'est finalement jamais ratifié,. L'une des causes en est la crise des euromissiles qui se dénoue en 1987 avec la signature à Washington, lors du troisième sommet entre Reagan et Gorbatchev, du Traité de désarmement sur les armes de portée intermédiaire.

## Tableau synoptique
Ce tableau synoptique donne une vue synthétique des principaux accords de toutes natures signés durant la guerre froide entre 1947 et 1991.
| Libellé                                                                          | Signé | Ratifié | Échu | B/M | USA | URS | FRA | GBR | RFA | RDA | CHN | JPN | Autres |
| -------------------------------------------------------------------------------- | ----- | ------- | ---- | --- | --- | --- | --- | --- | --- | --- | --- | --- | ------ |
| Traité de Dunkerque                                                              | 1947  | 1947    |      | B   |     |     | ✔️  | ✔️  |     |     |     |     | ✔️     |
| Kominform                                                                        | 1947  | 1947    | 1956 | M   |     | ✔️  |     |     |     |     |     |     |        |
| Traité de Paris (traité de paix avec 5 États d'Europe)                           | 1947  | 1947    |      | M   | ✔️  | ✔️  | ✔️  | ✔️  |     |     |     |     | ✔️     |
| Traité interaméricain d'assistance réciproque                                    | 1947  | 1948    |      | M   | ✔️  |     |     |     |     |     |     |     | ✔️     |
| Traité de Bruxelles                                                              | 1948  | 1948    |      | M   |     |     | ✔️  | ✔️  |     |     |     |     | ✔️     |
| Organisation européenne de coopération économique                                | 1948  | 1948    |      | M   |     |     | ✔️  | ✔️  | ✔️  |     |     |     | ✔️     |
| Organisation des États américains                                                | 1948  | 1948    |      | M   | ✔️  |     |     |     |     |     |     |     | ✔️     |
| Traité de l'Atlantique nord / Otan                                               | 1949  | 1949    |      | M   | ✔️  |     | ✔️  | ✔️  |     |     |     |     | ✔️     |
| Statut du Conseil de l'Europe                                                    | 1949  | 1949    |      | M   |     |     | ✔️  | ✔️  |     |     |     |     | ✔️     |
| Conseil d'assistance économique mutuelle (Comecon)                               | 1949  | 1949    | 1991 | M   |     | ✔️  |     |     |     | ✔️  |     |     | ✔️     |
| Pacte sino-soviétique                                                            | 1950  | 1950    | 1963 | B   |     | ✔️  |     |     |     |     | ✔️  |     |        |
| Traité instituant la CECA                                                        | 1951  | 1952    | 2002 | M   |     |     | ✔️  |     | ✔️  |     |     |     | ✔️     |
| Traité ANZUS                                                                     | 1951  | 1951    |      | M   | ✔️  |     |     |     |     |     |     |     | ✔️     |
| Traité de San Francisco                                                          | 1951  | 1952    |      | M   | ✔️  |     |     |     |     |     | ✔️  | ✔️  | ✔️     |
| Traité de défense mutuelle entre les États-Unis et la république des Philippines | 1951  | 1952    |      | B   | ✔️  |     |     |     |     |     |     |     | ✔️     |
| Traité de sécurité entre les États-Unis et le Japon                              | 1951  | 1952    | 1960 | B   | ✔️  |     |     |     |     |     |     | ✔️  |        |
| Communauté européenne de défense                                                 | 1952  | ❌      |      | M   |     |     | ✔️  |     | ✔️  |     |     |     | ✔️     |
| Accords de Bonn                                                                  | 1952  | ❌      |      | M   | ✔️  |     | ✔️  | ✔️  | ✔️  |     |     |     |        |
| Traité de défense mutuelle entre les États-Unis et la république de Corée        | 1953  | 1954    |      | B   | ✔️  |     |     |     |     |     |     |     | ✔️     |
| Accord de défense mutuelle entre les États-Unis et le Pakistan                   | 1954  | 1954    |      | B   |     |     |     |     |     |     |     |     |        |
| Traité de défense collective pour l'Asie du Sud-Est (OTASE)                      | 1954  | 1955    | 1977 | M   | ✔️  |     | ✔️  | ✔️  |     |     |     |     | ✔️     |
| Accords de Paris                                                                 | 1954  | 1955    |      | M   |     |     |     |     |     |     |     |     |        |
| Union de l'Europe occidentale                                                    | 1954  | 1955    | 2010 | M   |     |     | ✔️  | ✔️  | ✔️  |     |     |     | ✔️     |
| Traité de coopération mutuelle et de sécurité entre les États-Unis et Taïwan     | 1954  | 1954    | 1979 | B   | ✔️  |     |     |     |     |     |     |     |        |
| Pacte de Varsovie                                                                | 1955  | 1955    | 1991 | M   |     |     |     |     |     |     |     |     |        |
| Traité concernant les relations entre l'URSS et la RDA                           | 1955  | 1955    |      | B   |     | ✔️  |     |     |     | ✔️  |     |     |        |
| Pacte de Bagdad (CENTO)                                                          | 1955  | 1955    | 1979 | M   |     |     |     |     |     |     |     |     |        |
| Traité instituant la CEE                                                         | 1957  | 1958    |      | M   |     |     | ✔️  |     | ✔️  |     |     |     | ✔️     |
| Traité sur l'Antarctique                                                         | 1959  | 1961    |      | M   | ✔️  | ✔️  | ✔️  | ✔️  |     |     |     |     | ✔️     |
| Traité de coopération mutuelle et de sécurité entre les États-Unis et le Japon   | 1960  | 1960    |      | B   | ✔️  |     |     |     |     |     |     | ✔️  |        |
| Organisation de coopération et de développement économique (OCDE)                | 1961  | 1961    |      | M   | ✔️  |     | ✔️  | ✔️  | ✔️  |     |     |     | ✔️     |
| Traité de l'Élysée                                                               | 1963  | 1963    |      | B   |     |     | ✔️  |     | ✔️  |     |     |     |        |
| Traité d'interdiction partielle des essais nucléaires                            | 1963  | 1963    |      | M   | ✔️  | ✔️  |     | ✔️  |     |     |     |     |        |
| Traité de l'espace                                                               | 1967  | 1967    |      | M   | ✔️  | ✔️  |     | ✔️  |     |     |     |     | ✔️     |
| Traité sur le stationnement des forces armées soviétiques en Tchécoslovaquie     | 1968  | 1968    |      | B   |     | ✔️  |     |     |     |     |     |     | ✔️     |
| Traité sur la non-prolifération des armes nucléaires                             | 1968  | 1970    |      | M   | ✔️  | ✔️  |     | ✔️  |     |     |     |     | ✔️     |
| Traité d'amitié soviéto-tchécoslovaque                                           | 1970  | 1970    |      | B   |     | ✔️  |     |     |     |     |     |     | ✔️     |
| Traité de Moscou                                                                 | 1970  | 1972    |      | B   |     | ✔️  |     |     | ✔️  |     |     |     |        |
| Traité de Varsovie                                                               | 1970  | 1972    |      | B   |     |     |     |     | ✔️  |     |     |     | ✔️     |
| Traité de désarmement sur le fond des mers et des océans                         | 1971  | 1972    |      | M   | ✔️  | ✔️  |     | ✔️  |     |     |     |     | ✔️     |
| Accord quadripartite sur Berlin                                                  | 1971  | 1972    |      | M   | ✔️  | ✔️  | ✔️  | ✔️  |     |     |     |     |        |
| Accord intérimaire de limitation des armes stratégiques offensives (Salt I)      | 1972  | 1972    |      | B   | ✔️  | ✔️  |     |     |     |     |     |     |        |
| Traité fondamental                                                               | 1972  | 1973    |      | B   |     |     |     |     | ✔️  | ✔️  |     |     |        |
| Accords d'Helsinki (CSCE)                                                        | 1975  | 1975    |      | M   | ✔️  | ✔️  | ✔️  | ✔️  | ✔️  | ✔️  |     |     | ✔️     |
| Traité de paix entre le Japon et la Chine                                        | 1978  | 1978    |      | B   |     |     |     |     |     |     | ✔️  | ✔️  |        |
| Taiwan Relations Act                                                             | 1979  | 1979    |      | B   | ✔️  |     |     |     |     |     |     |     | ✔️     |
| Accord de limitation des armes stratégiques offensives (Salt II)                 | 1979  | ❌      |      | B   | ✔️  | ✔️  |     |     |     |     |     |     |        |
| Traité sur les forces nucléaires à portée intermédiaire (INF)                    | 1987  | 1988    |      | B   | ✔️  | ✔️  |     |     |     |     |     |     |        |
| Traité de Moscou (ou traité 2+4)                                                 | 1990  | 1990    |      | M   | ✔️  | ✔️  | ✔️  | ✔️  | ✔️  | ✔️  |     |     |        |
| Charte de Paris pour une nouvelle Europe (CSCE)                                  | 1990  | 1990    |      | M   | ✔️  | ✔️  | ✔️  | ✔️  | ✔️  | ✔️  |     |     | ✔️     |